# عزلة مجز (صعدة)

تعديل مصدري - تعديل

عزلة مجز هي إحدى عزل مديرية مجز في محافظة صعدة اليمنية ويبلغ تعداد سكانها 6695 نسمة حسب التعداد السكاني في اليمن لعام 2004.

## روابط خارجية
- الجهاز المركزي للإحصاء بالجمهورية اليمنية
- المركز الوطني للمعلومات باليمن
- World Gazetteer:Yemen
- الدليل الشامل